# Gerardo Esquivel
Gerardo Esquivel Butrón (Città del Messico, 13 gennaio 1966) è un ex calciatore messicano, di ruolo centrocampista.

## Carriera

### Club
Esquivel ha militato per molti anni nel Club Necaxa, squadra di Aguascalientes in cui ha iniziato la carriera nel 1986. Ha giocato per i biancorossi 367 partite segnando 9 reti.
Nella stagione 1999-2000 ha giocato con il Puebla FC prima di chiudere la carriera.

### Nazionale
Ha giocato dal 1988 al 1995 con la nazionale di calcio messicana. Ha esordito il 29 marzo 1988 e in totale ha collezionato 4 presenze.
Nel 1995 ha partecipato alla Copa América e alla FIFA Confederations Cup.